# Trimetopon viquezi
Trimetopon viquezi là một loài rắn trong họ Rắn nước. Loài này được Dunn mô tả khoa học đầu tiên năm 1937.